# Физулинский государственный драматический театр
Физулинский государственный драматический театр (азерб. Füzuli Dövlət Dram Teatrı) — профессиональный государственный драматический театр, функционирующий в Физулинском районе Азербайджана.

## История
Первым профессиональным театром в истории города Физули (до 1959 года носившего название Карягино) стал основанный в 1930 году Карягинский государственный колхозно-совхозный театр. В 1943 году театр был преобразован в государственный драматический и ему было присвоено имя Г. Сарабского. В 1949 году, после перевода драматических театров на хозрасчёт, театр был закрыт. В 1961 году на базе девяти драматических кружков, осуществлявших деятельность на территории Физулинского района на тот момент, был создан народный театр, в состав которого вошли 37 наиболее талантливых самодеятельных актёров.
В 1989 году по указу Кабинета министров Азербайджанской ССР Физулинский драматический театр был вновь создан; ему был присвоен статус государственного, а старинное здание, расположенное на пересечении улиц Бина и Ханлара, где он размещался в 1940-х годах, было ему возвращено. Директором театра был назначен прежний директор Физулинского районного Дома культуры Вагиф Велиев, а режиссёром-постановщиком — Агиль Новрузов.
В 1992 году, в связи с военными действиями, развязавшимися в зоне карабахского конфликта, театр переехал в посёлок Горадиз Физулинского района, а после превращения района в зону боевых действий временно эвакуировался в Сумгаит. Здание театра в городе Физули, как и большинство зданий, было впоследствии разрушено. В Сумгаите театр продолжил деятельность вплоть до 2003 года, размещаясь в здании Дворца культуры им. Самеда Вургуна. В 2003 году театр вновь переехал в посёлок Горадиз, оставшийся под азербайджанским контролем по итогам Первой карабахской войны и ставший временным административным центром Физулинского района, и разместился в местном доме культуры. В 2015 году указом Министерства культуры и туризма здание дома культуры, расположенное на улице 20 января, после основательного ремонта было отдано в пользование театру.
В период оккупации города Физули Физулинский государственный драматический театр гастролировал в различных районах Азербайджана и принимал участие в республиканских фестивалях, включая Национальный фестиваль классики (1999), приуроченный к 125-летию азербайджанского театра, фестиваль моноспектаклей «Üfüq XXI» (2000) и Фестиваль национального театра (2010).

## Репертуар
Первыми постановками после восстановления деятельности театра в 1989 году стали «Мир, оставшийся за дверью» С. Сахавета и «Энергичные люди» В. М. Шукшина. В следующие три года здесь ставились произведения «Гаджи-Кара» М. Ф. Ахундова, «Не могу забыть» и «Весенние воды» И. М. Эфендиева, «Любовь и месть» С. С. Ахундова, «Свадьба» С. Рахмана, «Предложение» А. П. Чехова и другие.
После переезда в Горадиз в 2003 году репертуар театр пополнился постановками пьес «Медведь» А. П. Чехова, «Халиф на час» А. Шаига, «Кяманча» Д. Г. Мамедкулизаде, «Ловушка для одинокого мужчины» Р. Тома, «Карабах плачет кровавыми слезами» А. Сафарли и другими.